# Sophie Weber
Pour les articles homonymes, voir Weber.
Sophie Weber, épouse Haibel, né en octobre 1763 à Zell im Wiesental et morte le 26 octobre 1846 à Salzbourg, est une chanteuse allemande. Elle est la belle-sœur et infirmière de Wolfgang Amadeus Mozart.

## Biographie
Sophie Weber est la fille cadette de Franz Fridolin Weber et Cäcilia Stamm, et la nièce de Franz Anton von Weber (1734-1812), musicien et maître de chapelle. Ses sœurs Josepha, Aloysia et Constance sont aussi chanteuses. À la suite de la carrière naissante d'Aloysia, la famille déménage avec sa famille à Munich puis Vienne en 1779, où Sophie suit une formation de chanteuse et est probablement aussi comédienne. Elle est chanteuse au Burgtheater pendant la saison 1780-1781, mais n'a pas de succès pendant sa carrière.
Quand Mozart s'installe chez la famille Weber en 1781, il flirte entre Sophie et Constance ; mais il épouse cette dernière. À leur mariage, elle est la seule sœur Weber présente. Par ailleurs, elle est la soignante de Mozart jusqu'à sa mort. En 1825, elle écrit une description des dernières heures de Mozart pour le second mari de Constance, Georg Nikolaus von Nissen, qui travaille sur une biographie du compositeur. Elle est aussi interrogée à ce sujet par Vincent Novello et son épouse Mary Sabilla (née Hehl).
Le 7 janvier 1807, elle épouse le compositeur et chanteur Jakob Haibel à Diakowar, où il est le maître de chapelle de la cathédrale.
Après la mort de son mari en 1826, elle déménage à Salzbourg pour vivre avec sa sœur Constance et s'occupe d'elle jusqu'à sa mort en 1842. Selon le testament de Constance, elle recevra 400 florins par an des fils de Mozart. Elle est d'abord enterrée au cimetière Saint-Sébastien de Salzbourg puis est exhumée en 1895 et enterrée dans une tombe honorifique (Ehrengrab) au cimetière municipal de Salzbourg (de).